# 12-й гвардейский истребительный авиационный полк ПВО

Самолёты Як-7 именной эскадрильи «Новосибирский комсомолец», 12-го гвардейского истребительного авиационного полка ПВО, на лётном поле.

12-й гвардейский истребительный авиационный полк ПВО (12-й гв. иап ПВО) — воинская часть авиации ПВО, принимавшая участие в боевых действиях Великой Отечественной войны.

## Наименования полка
За весь период своего существования полк имел следующие наименования (действительные и условное):
- 120-й истребительный авиационный полк ПВО;
- 12-й гвардейский истребительный авиационный полк ПВО;
- Войсковая часть (Полевая почта) 35470.

## Создание полка
12-й гвардейский истребительный авиационный полк ПВО образован 7 марта 1942 года путём преобразования из 120-го истребительного авиационного полка ПВО на основании Приказа Народного Комиссара Обороны Союза ССР за образцовое выполнение боевых задач и проявленные при этом мужество и героизм

## Расформирование полка
13 сентября 1961 года 12-й гвардейский истребительный авиационный полк ПВО расформирован.

## В действующей армии
В составе действующей армии:

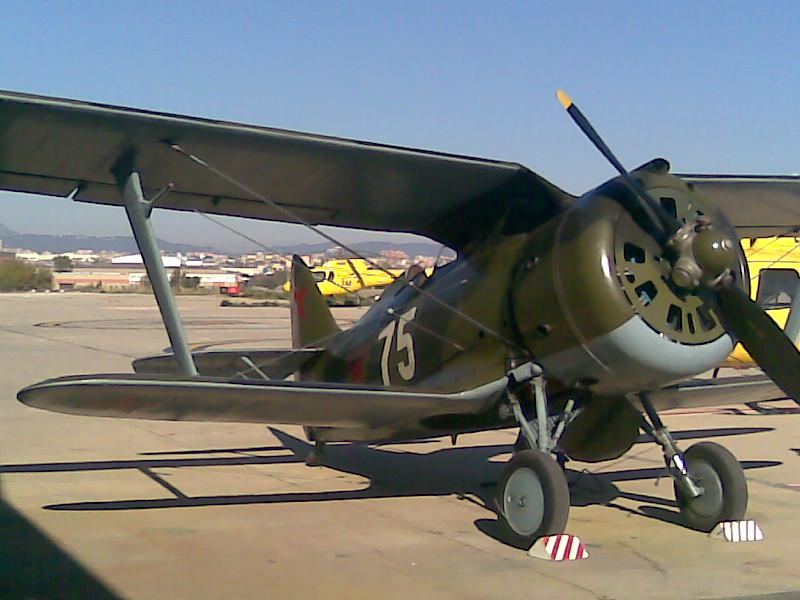
Самолёт И-153

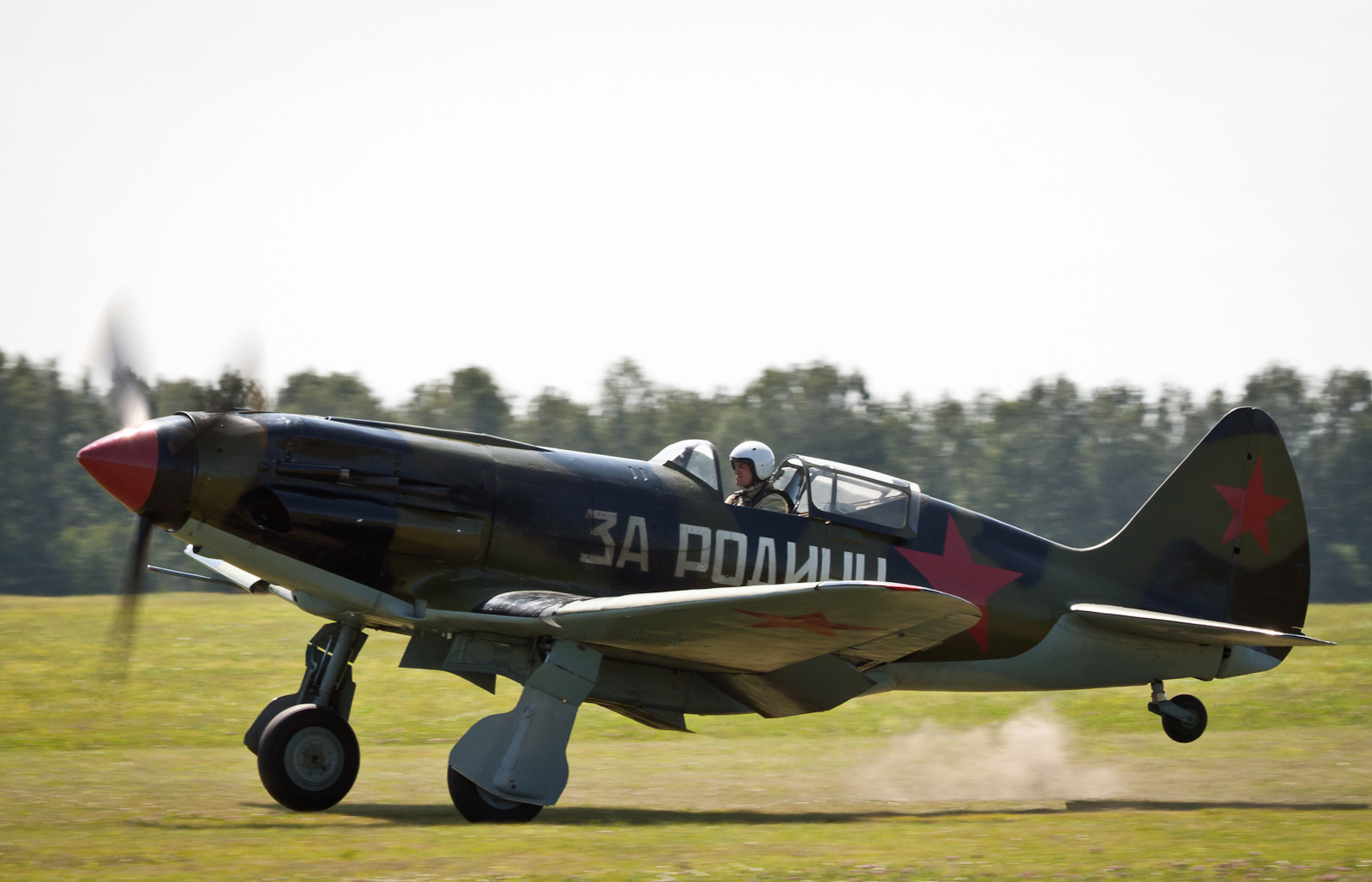
Самолёт МиГ-3

- с 7 марта 1942 года по 1 октября 1943 года, всего — 573 дня

## Командиры полка
- подполковник Девотченко Иван Георгиевич, с 1 января 1941 года по 2 июля 1941 года
- майор Писанко Александр Степанович, со 2 июля 1941 года по 6 марта 1942 года
- майор, подполковник Маренков Константин Васильевич, с 6 марта 1942 года по 31 декабря 1945 года

## В составе соединений и объединений
| Период        | Фронт (округ)         | армия                                   | корпус                                    | дивизия                                      | примечание                                   |
| ------------- | --------------------- | --------------------------------------- | ----------------------------------------- | -------------------------------------------- | -------------------------------------------- |
| 05.04.1942 г. | Московский фронт ПВО  |                                         | 6-й истребительный авиационный корпус ПВО |                                              | МиГ-3, И-153                                 |
| 01.09.1942 г. | Московский фронт ПВО  |                                         | 6-й истребительный авиационный корпус ПВО |                                              | МиГ-3, И-153, 3-я аэ получила самолёты Як-7Б |
| 01.01.1943 г. | Московский фронт ПВО  |                                         | 6-й истребительный авиационный корпус ПВО |                                              | МиГ-3, Як-7Б, 1-я аэ получила самолёты Як-1  |
| 09.06.1943 г. | Московский фронт ПВО  | 1-я воздушная истребительная армия ПВО  |                                           | 320-я истребительная авиационная дивизия     | МиГ-3, Як-7Б, 1-я аэ получила самолёты Як-1  |
| 04.07.1943 г. | Западный фронт ПВО    | 1-я воздушная истребительная армия ПВО  |                                           | 320-я истребительная авиационная дивизия     |                                              |
| 29.07.1943 г. | Северный фронт ПВО    | 1-я воздушная истребительная армия ПВО  |                                           | 318-я истребительная авиационная дивизия     |                                              |
| 24.12.1944 г. | Центральный фронт ПВО | 1-я воздушная истребительная армия ПВО  |                                           | 318-я истребительная авиационная дивизия ПВО |                                              |
| 03.02.1945 г. | Центральный фронт ПВО | 1-я воздушная истребительная армия ПВО  |                                           | 317-я истребительная авиационная дивизия ПВО |                                              |
| 01.02.1946 г. | Центральный фронт ПВО | 19-я воздушная истребительная армия ПВО |                                           | 317-я истребительная авиационная дивизия ПВО |                                              |
| 13.09.1961 г. |                       |                                         | 52 ВИД ПВО                                | 94-я истребительная авиационная дивизия ПВО  | полк расформирован                           |

## Участие в боевых действиях

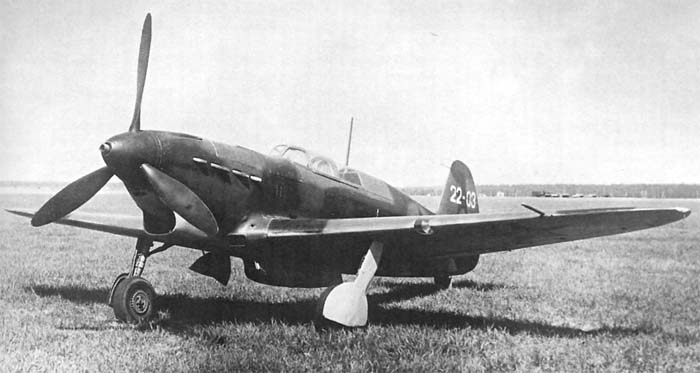
Истребитель Як-7

В период с 10 апреля 1944 года группа майора Катрича в составе 10 экипажей выполняла боевой приказ по прикрытию перевозок войск, выполнив 187 боевых вылетов.

## Отличившиеся воины полка
- Крюков Константин Алексеевич, гвардии старший лейтенант, заместитель командира эскадрильи 12-го гвардейского истребительного авиационного полка 29 марта 1944 года удостоен звания Герой Советского Союза. Золотая Звезда № 3177.

## Статистика боевых действий
Всего за годы Великой Отечественной войны полком:
| Выполнено боевых вылетов | Сбито самолётов в воздухе | Уничтожено самолётов всего |
| ------------------------ | ------------------------- | -------------------------- |
| 8014                     | 56                        | 79                         |

Свои потери:
| Потеряно самолётов, всего | Погибло лётчиков в воздушных боях | Не боевые потери |
| ------------------------- | --------------------------------- | ---------------- |
| 37                        | 25                                | 10               |